# ダブル選挙
ダブル選挙（だぶるせんきょ）は、2種類の選挙の投票日を同日にする選挙のこと。同日選挙 （どうじつせんきょ）とも言う。
有権者が投票所に行く回数が減り全体の経費が縮小できること、有権者の関心が高まり投票率が上がるといったメリットがある一方で、複数の投票があり、有権者が投票内容について混乱したり、投開票作業をする担当者等の事務が煩雑になるといったデメリットがあると言われている。また、同日選挙を実施するに際し、一方の選挙日程を前倒しで行う場合は、一方の選挙の候補者の準備期間が短くなり、新人に不利になる恐れがあると言われている。
衆議院議員総選挙と参議院議員通常選挙のダブル選挙については衆参同日選挙を参照。以下では日本の地方公共団体におけるダブル選挙について記述する。
特に断りがない限り公職選挙法は条数のみ記載する。

## 公職選挙法におけるダブル選挙
都道府県議会議員選挙および都道府県知事選挙、市町村議会議員選挙および市町村長選挙はそれぞれ同時に行うことができる（119条1項）。
議会議員および長の任期満了による選挙は任期が終わる日30日以内に行うが（33条1項）、同一地方公共団体の議会議員と長の任期満了日のずれが90日以内の場合には33条1項の規定に関わらず任期満了による選挙を同日に行うことができ（34条1項および34条4項）、この特例は「90日特例」と呼ばれている。
90日特例を適用する場合には議会議員と長のうち一方の任期満了後に投票日を設定することもあるが、その場合でも任期が延長されることはない。「90日特例」の制度は1997年の公職選挙法改正で導入された。
また、都道府県選挙管理委員会は市町村の選挙（市町村議会議員および市町村長選挙）を都道府県の選挙（都道府県議会議員および都道府県知事選挙）と同時に行わせることができる（119条2項）。

## 統一地方選挙におけるダブル選挙
4年に1度、統一地方選挙が行われる年の前年に制定される地方公共団体の議会の議員及び長の選挙期日等の臨時特例に関する法律により、選挙期日の特例が設けられるため、統一地方選挙では2種類の選挙を同日に行う例が多く見られる。
また、統一地方選挙の日程で行われる政令指定都市の市長選挙および市議会議員選挙は都道府県の知事選挙や議会議員選挙と同じく前半日程で行われるため、3種類の選挙が同日に行われるトリプル選挙や4種類の選挙が同日に行われるカルテット選挙になることもある。
トリプル選挙の例としては横浜市（1979年の第9回統一地方選挙以降）や浜松市（2007年の第16回統一地方選挙以降）など、カルテット選挙の例としては札幌市（1975年の第8回統一地方選挙以降）や相模原市（2011年の第17回統一地方選挙以降）や大阪市（2019年の第19回統一地方選挙）などがある。
統一地方選挙以外では、上郡町（2013年の第23回参議院議員通常選挙）のカルテット選挙の例がある。

## 市町村議会選挙におけるダブル選挙
市町村議会の任期末が迫る中で、知事や市町村長選挙が行われる場合、経費削減等を目的に、あえて市町村議会側が特例法に基づく自主解散を選択してダブル選挙を行う場合がある。

## 重複立候補の禁止
ある一つの選挙に立候補した者は、同時に他の選挙に立候補することはできない（87条1項）。